# Rožni Dol
Róžni Dol je vas v Sloveniji.
V vasi se nahaja cerkev sv. Marije Magdalene, ki je najverjetneje prvič omenjena že  leta 1334 (1354).